# Амілокортицій
Амілокортицій (Amylocorticium) — рід грибів родини амілокортицієвих (Amylocorticiaceae). Назва вперше опублікована 1959 року.

## Класифікація
До роду Amylocorticium відносять 11 видів:
- Amylocorticium africanum
- Amylocorticium canadense
- Amylocorticium cebennense
- Amylocorticium cumminsii
- Amylocorticium indicum
- Amylocorticium mauiense
- Amylocorticium pedunculatum
- Amylocorticium rhodoleucum
- Amylocorticium suaveolens
- Amylocorticium subincarnatum
- Amylocorticium subsulphureum